# Sint-Pieterskerk (Rumst)

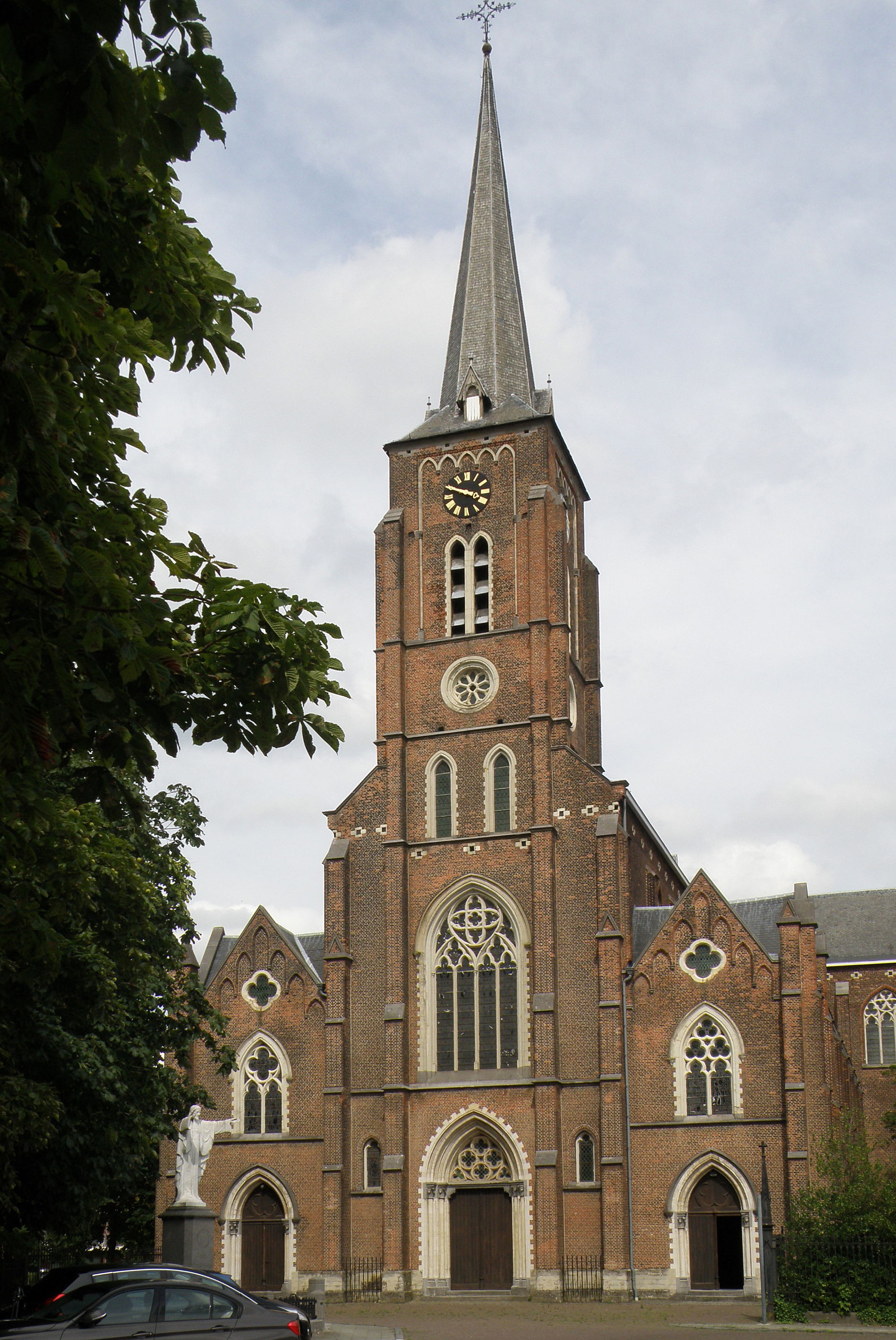
Sint-Pieterskerk

De Sint-Pieterskerk is de parochiekerk van de Antwerpse plaats Rumst, gelegen aan de Kerkstraat.

## Geschiedenis
Vanaf de 12e eeuw stond op deze plaats al een kerk die echter in 1861-1865 werd vervangen door een neogotisch bouwwerk naar ontwerp van Eugeen Gife.

## Gebouw
Het betreft een neogotische georiënteerde bakstenen kruisbasiliek met ingebouwde westtoren. Het koor is vijfzijdig gesloten. De toren heeft vijf geledingen en een ingesnoerde naaldspits.

## Interieur
De kerk bezit een 16e-eeuws drieluik: Aanbidding der wijzen. Verder zijn er schilderijen als: Onze-Lieve-Vrouw met Kind (16e eeuw), Heilige familie met kleine Johannes (17e eeuw) en Jezus overhandigt de sleutels aan Petrus door Jan Swerts (1841).
Er is een 16e-eeuws houten kruisbeeld.
Het koorgestoelte is uit de 2e helft van de 17e eeuw. Ook uit de 17e eeuw is de barokke preekstoel. Het arduinen doopvont stamt uit de 12e eeuw.
Verder is er veel kerkmeubilair uit de 19e eeuw. Het orgel is van 1879 en werd vervaardigd door Jan Vergaert.

## Grafstenen
Van de oude kerk zijn verscheidene oude grafstenen ingemetseld in de zij- en achtergevel van de kerk. Zoals deze van Priester Adrianus van Dievoet (Brussel, 25 november 1670 - Rumst, 17 juni 1711):
D. O. M.
HIER LEEDT BEGRAEVEN
DEN EERWERDIGHEN
HEEREN ADRIANNUS
VAN DIEVOET
DIE IN SYN LEVEN
GEWEEST HEEFT 9 IAER
ENDE
2 MAENT ONDERPASTOOR
ENDE
5 IAER EN 7 MAENT
PASTOOR IN RUMST
GESTORVEN DEN 17 JUNI
ANNO 1711
OUDT 40 JAEREN
BITD VOOR DE SIELE